# Kroktjärnen (Boteå socken, Ångermanland)
Kroktjärnen är en sjö i Sollefteå kommun i Ångermanland och ingår i Ångermanälvens huvudavrinningsområde.